# 吊橋心態

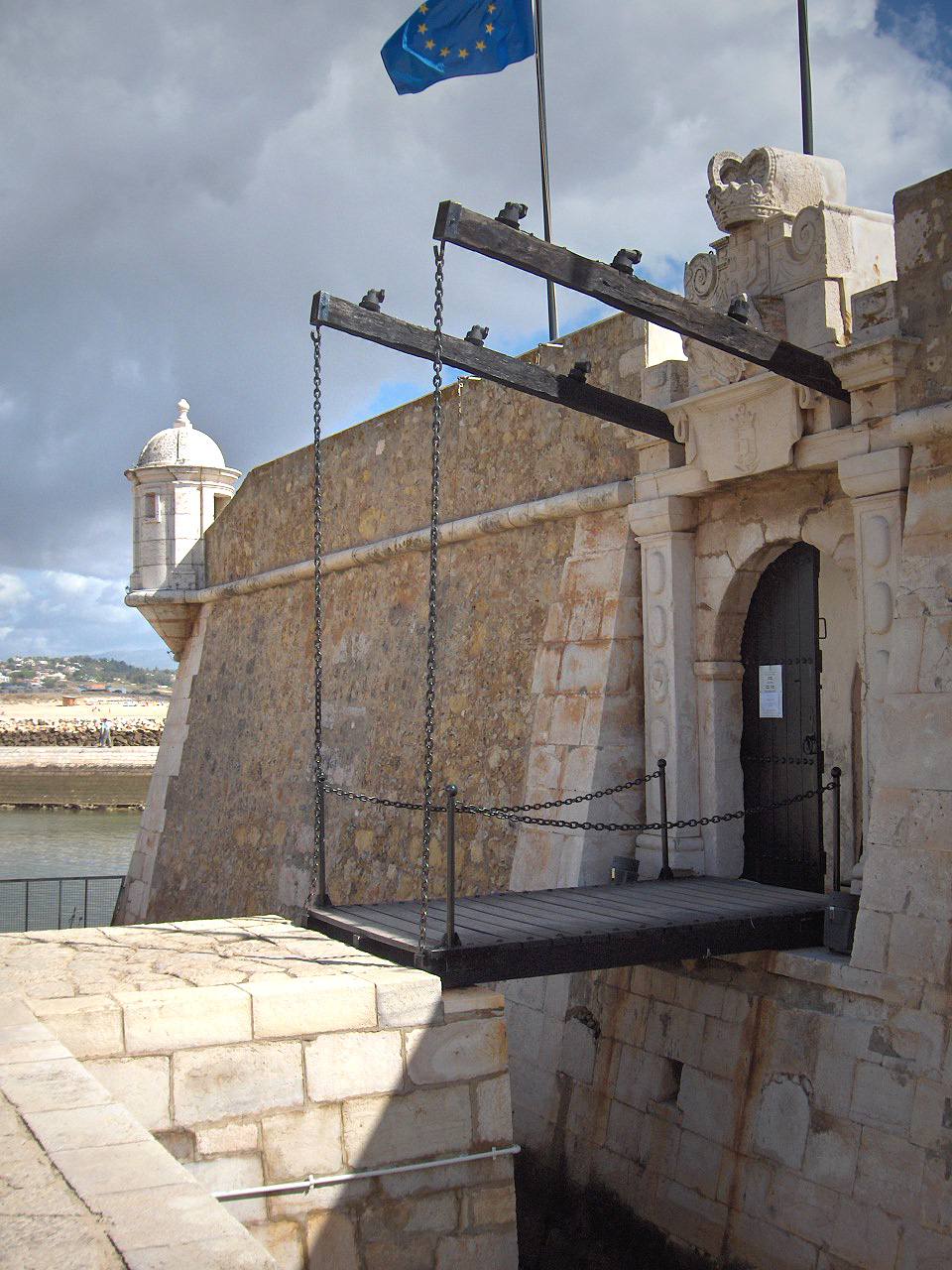
一個中世紀的吊橋

吊橋心態是指當一個人搬遷到一個更特有或更「未受汙染」的社區時所抱持的心態，他們會透過宣傳來反對社區有任何的發展或變化，也不容許有更多的住戶或商家進入社區，藉以維持社區的平穩。即使是那些在他們搬進來之前就存在的規劃，他們同樣反對。
這個詞代表著一個自私的心態並可以用來侮辱那些反對任何變化並對房屋在地性有強烈感情的人。它與鄰避心態切身相關。
歷史上吊橋是在城堡的護城河上透過鉸鏈升起的大門。當吊橋被垂直立起時可以將任何的入侵者拒之門外，保護城堡內的安全。